# Rice Krispies
Pour les articles homonymes, voir Rice.

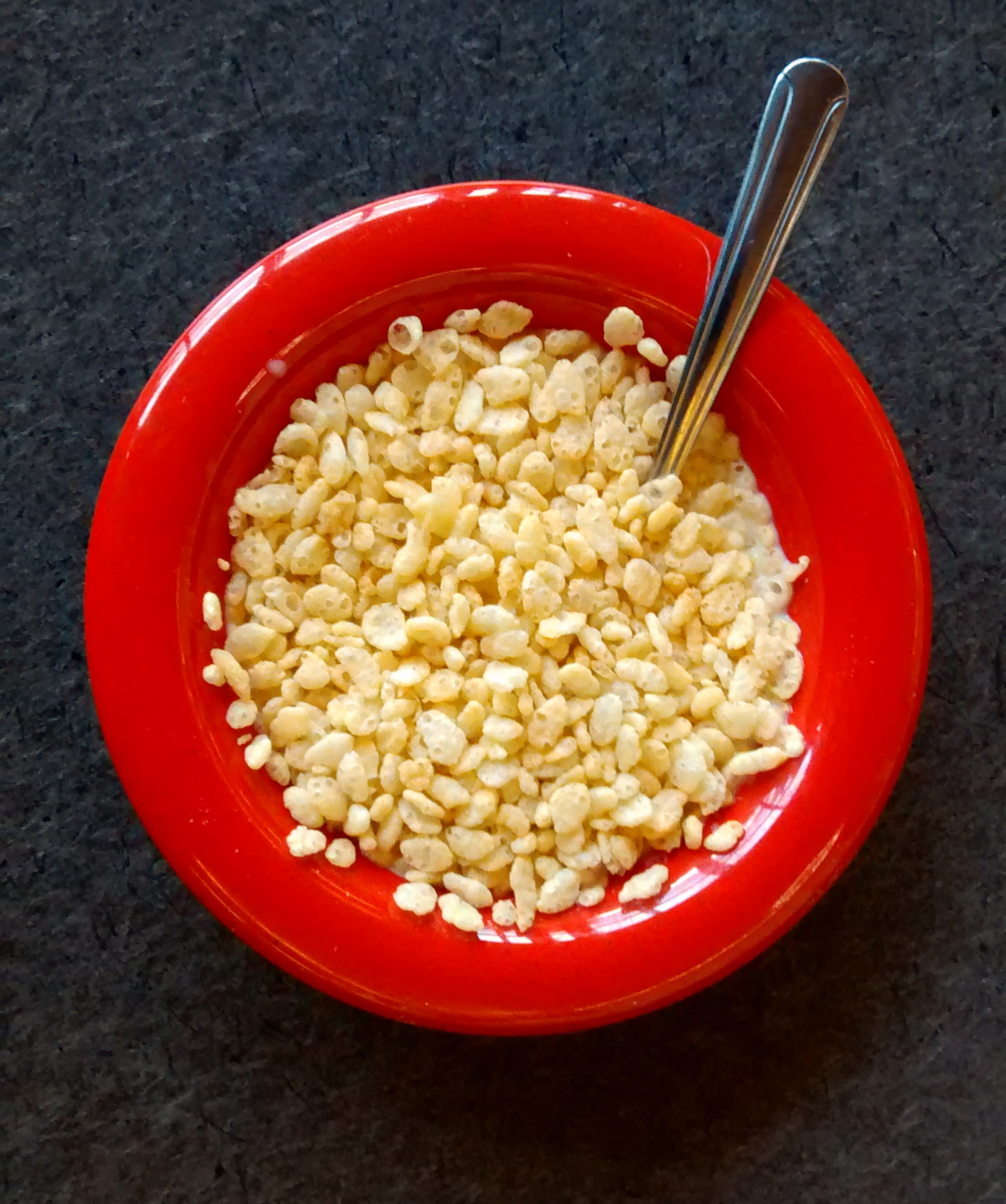
Un bol de Rice Krispies.

Rice Krispies est une marque de céréales du petit déjeuner qui est produit par Kellogg's depuis 1928, et apparu en France depuis 1979. C’est à base de riz sucré, mixé, soufflé en forme de grain de riz et grillé. Les parois internes de ces « grains de riz » soufflés sont très fines, ce qui fait que lorsqu’elles sont mélangées avec du lait ou du jus de fruit, elles éclatent, ce qui produit le fameux « Snap! Crackle! Pop! » — ou « Cric! Crac! Croc! » dans la version canadienne.

## Composition
Dans sa formule de base la recette comporte selon l’étiquette du paquet : du riz et du malt d’orge. Ce produit ne convient pas aux régimes stricts sans gluten.

## Marketing
Les Rice Krispies sont célèbres pour leur « Cric! Crac! Croc! », qui est supposé évoquer le son que font les céréales lorsque l’on y rajoute du lait. Trois lutins dessinés servent de mascotte, apparaissant sur la plupart des boites de Rice Krispies, et ont pour nom les trois onomatopées, Cric, Crac et Croc (Snap! Crackle! Pop! en anglais et en français européen).
Aux États-Unis d’Amérique et au Canada, il y a divergence d’opinion quant à la fonction de Crac (Crackles), mais Cric est toujours présenté comme un boulanger et Croc comme un soldat.
Pour montrer l’influence de la publicité dans les mœurs américaines en contraste avec leur ignorance politique, Kellyanne Conway a établi un rapport en 2002 montrant que la plupart des petits Américains pouvaient citer le nom des trois lutins alors qu’ils étaient incapables de citer trois noms sur ceux des neuf juges de la cour suprême des États-Unis d'Amérique.

## Noms et variantes
Rice Krispies est connu sous différents noms suivant les pays. En Australie par exemple, Kellogg's l’a renommé Rice Bubbles.
Bien que simple, les Rice Krispies ont été vendus par Kellogg's avec différentes variantes. Leur nom varie, mais il existe essentiellement deux types :
- Rice Krispies glacé au sucre
- Rice Krispies au chocolat (Coco Pops par exemple)

Bien évidemment, beaucoup de dérivés génériques de Rice Krispies ont été produits par d’autres fabricants que Kellogg's.

## Traductions
Les céréales ayant pour slogan le bruit qu’elles font lorsque du lait est ajouté, les onomatopées diffèrent selon la langue :
- Anglais et français (Europe) : « Snap! Crackle! Pop! »
- Finnois : « Riks! Raks! Poks! »
- Français (Canada) : « Cric! Crac! Croc! »
- Allemand : « Knisper! Knasper! Knusper! »
- Suédois : « Piff! Paff! Puff! »
- Espagnol : « Pim! Pum! Pam! »